# 火卫一独石

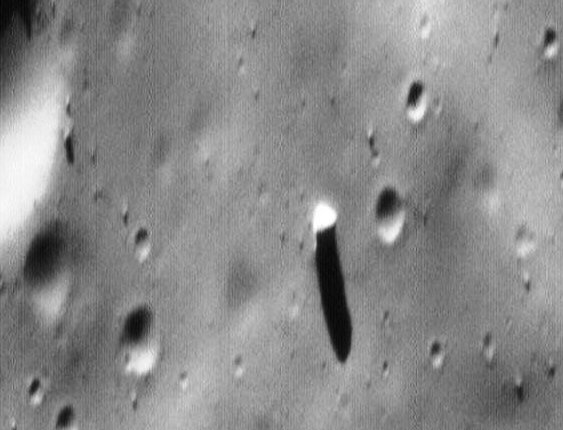
火星全球探勘者號在1998年拍攝到的火卫一独石 (圖中央偏右) (MOC影像55103) 。

火卫一独石是環繞火星的衛星火卫一表面的一個特徵，它是一塊巨大的獨立岩石。在地球上也有天然的獨立石柱，但有人認為火卫一上的這塊巨石是撞擊的噴發物。這塊巨石是靠近斯蒂克尼隕石坑的一個明亮物體，被描述為一個建築物大小的卵石，並有著明顯的陰影。它是被曾經做過大規模火星儀探測圖像的埃弗拉因巴勒莫發現的，稍後並經過美國國家航空暨太空總署詹森太空中心的影像分包商藍弗萊明的證實。
鄰近巨石的地區是加拿大太空總署由科技股份和火星研究所擬議的PRIME (火卫一偵察和國際火星探索)無人火星任務的登陸地點。PRIME任務將由軌道器和登陸車組成，各自都攜帶4種儀器以各種不同的面向研究火卫一的地質。目前，PRIME還沒有獲得資金，也沒有發射日期的規劃。
這個物體出現在火星全球探勘者號於1998年拍攝的SPS252603和SPS255103圖像中。這個物體與出現在火星上的另一顆巨石無關，NASA以此為例指出這是在這一地區表面常見的特徵。

## 外部連結
- USGS Mars Global Surveyor MOC Image 55103 - Browse Page （页面存档备份，存于） Monolith Zoom （页面存档备份，存于）
- Analysis in year 2000 by of Lan Fleming of SPS252603 and SPS255103
- Phobos in general
  - Phobos Profile by NASA's Solar System Exploration
  - HiRISE images of Phobos （页面存档备份，存于）
  - Spacecraft images of Phobos（页面存档备份，存于） from nineplanets
  - USGS Phobos nomenclature （页面存档备份，存于）
  - Asaph Hall and the Moons of Mars
  - Flight around Phobos （页面存档备份，存于） (movie)
  - Animation of Phobos （页面存档备份，存于）
  - Mars Pareidolia